# 朝倉都市圏
朝倉都市圏（あさくらとしけん）は、福岡県朝倉市を中心とする都市圏である。2015年の国勢調査により誕生した県内8つ目の都市雇用圏である。

## 定義
一般的な都市圏の定義については都市圏を参照。

### 甘木・朝倉広域圏
甘木・朝倉広域圏（あまぎ・あさくらこういきけん）は、福岡県によって設定された10の広域圏のうちの1つである。
以下の1市1町1村が属する。
- 朝倉市
- 朝倉郡
  - 筑前町
  - 東峰村

### 都市雇用圏（10% 通勤圏）
金本良嗣・徳岡一幸によって提案された都市圏。細かい定義等は都市雇用圏に則する。
朝倉市を中心とする都市雇用圏（10% 通勤圏）の人口は約8万人（2015年国勢調査基準）。
通勤率
2015年国勢調査による、各自治体の朝倉市への通勤率
| 順位 | 市町村 | 通勤率 |
| ---- | ------ | ------ |
| 1    | 筑前町 | 15.2%  |
| 2    | 東峰村 | 10.9%  |

都市雇用圏（10% 通勤圏）の変遷
- 10% 通勤圏に入っていない自治体は、各統計年の欄で灰色かつ「-」で示す。

| 自治体 （'10） | 2010年      | 2015年                | 自治体 （現在） |
| -------------- | ----------- | --------------------- | --------------- |
| 筑前町         | 福岡 都市圏 | 朝倉 都市圏 8万3924人 | 筑前町          |
| 朝倉市         | -           | 朝倉 都市圏 8万3924人 | 朝倉市          |
| 東峰村         | -           | 朝倉 都市圏 8万3924人 | 東峰村          |